# Estados de Austria
Austria se divide en nueve estados federados (en alemán: Bundesländer), cada uno de ellos con su propio gobierno central. La capital, Viena, constituye un estado que abarca únicamente el municipio.
La organización político-administrativa del país sufrió grandes modificaciones a lo largo del siglo XX. Primero debido a la desintegración del Imperio austrohúngaro, más tarde a causa de la Anschluss y finalmente tras los eventos que siguieron al final de la Segunda Guerra Mundial.

## Estados federados de Austria
| N.º      | Escudo | Bandera            | Estado federado                 | Capital    | Población (2022) | Extensión (km²) | Densidad (habs./km²) | Ciudades | Pueblos | Localización |
| -------- | ------ | ------------------ | ------------------------------- | ---------- | ---------------- | --------------- | -------------------- | -------- | ------- | ------------ |
| 1. B     |        |                    | Burgenland                      | Eisenstadt | 297 583          | 3 965           | 75                   | 13       | 158     |              |
| 2. K     |        |                    | Carintia (Kärnten)              | Klagenfurt | 564 513          | 9 537           | 59                   | 17       | 115     |              |
| 3. N     |        |                    | Baja Austria (Niederösterreich) | St. Pölten | 1 698 796        | 19 180          | 89                   | 76       | 497     |              |
| 4. O     |        |                    | Alta Austria (Oberösterreich)   | Linz       | 1 505 140        | 11 983          | 126                  | 32       | 406     |              |
| 5. S     |        |                    | Salzburgo (Salzburg)            | Salzburgo  | 560 710          | 7 155           | 78                   | 11       | 108     |              |
| 6. St    |        |                    | Estiria (Steiermark)            | Graz       | 1 252 922        | 16 399          | 76                   | 35       | 251     |              |
| 7. T     |        |                    | Tirol                           | Innsbruck  | 764 102          | 12 648          | 60                   | 11       | 266     |              |
| 8. V     |        |                    | Vorarlberg                      | Bregenz    | 401 674          | 2 602           | 154                  | 5        | 91      |              |
| 9. W     |        |                    | Viena (Wien)                    | Viena      | 1 931 593        | 415             | 4654                 | 1        | 0       |              |
| A AT AUT |        | Bandera de Austria | Austria (Österreich)            | Viena      | 8 978 929        | 83 883          | 107                  | 201      | 1892    |              |